# ميخائيل كافاناه
ميخائيل كافاناه (بالإنجليزية: Michael Cavanagh)‏ هو مهندس معماري أسترالي، ولد في أغسطس 1860 في Beechworth ‏ في أستراليا، وتوفي في 27 مايو 1941 في سوبياكو ‏ في أستراليا.